# 再得一勝！
《再得一勝！》是日本漫畫家村岡効創作的少年漫畫，於週刊少年Champion2018年47號至2023年17號連載。內容講述女子柔道部的故事。2022年4月，製作公司BAKKEN RECORD宣佈改編為電視動畫，並於2023年1月首播。

## 角色列表
園田未知（聲：伊藤彩沙）
青葉西高中柔道部一年級的學生。48公斤級。生日2月26日。青葉中學畢業。髮型是半短髮，進行柔道練習和比賽時會綁成沖天辮。性格開朗、表裡如一、天真爛漫的性格，不擅長早起，喜歡「一勝」的快感。跟誰說話都絲毫不猶豫，而且第一時間就敞開心扉。因為不懂周圍氣氛，話多，不喜歡吵鬧的人會討厭她，但卻被周圍的人喜歡，能誠實地認可和讚美別人的實力和努力。雖然個子矮小，卻擁有豐富的柔韌性和軀幹力量，身體素質高，反應靈敏，但不擅長钉扎技术（地面技術）。
瀧川早苗（聲：安齋由香里）
青葉西高中柔道部的隊長，一年級生。57公斤級。生日7月8日。個性認真又溫柔，青葉中學畢業。髮型是雙辮子，戴眼鏡（進行柔道練習和比賽時會拿下），初中時成績優秀，年級第二，上了高中也一直保持年級前幾名的才女，能给不擅长学习的未知提出建议的人之一。柔道能力無論是體力還是技術表現平庸，但擅長将对手頑強地拉人入地並進行压制动作。另一方面，由於責任感，她容易受到壓力，賽前會多次跑洗手間。
冰浦永遠（聲：三浦千幸）
青葉西高中柔道部的王牌，一年級生。52公斤級。生日11月16日。河北初中畢業。綁馬尾，初中時是天音的學妹。與未知比賽永遠以絞技一勝擊敗成為導火線，對手還落得失神的臉部特寫被轉發網路的下場。為了和未知一起練習柔道，她和未知一樣進入了青葉西高中，甚至拒絕了私立高中的推薦。被社團成員和夏目公認為青葉西的主要支柱，看似瘦弱但身體強壯。平時不太愛說話而且性格內向的她，但穿上柔道服後表情就像變了一個人。
南雲安奈（聲：稗田寧寧）
青葉中學畢業。一年級生，濃密的眉毛適合自然的棕色妹妹頭，有一個擔任警察的父親南雲一心（聲：興津和幸）。生日2月25日。和未知是小學同學。小學時就擁有參加全國大賽的身手，高中時加入青葉西高中劍道部，很快成為正式成員，並帶領劍道部參加全國大賽。在那之後，她無法放下與未知一起進行社團活動的願望，轉投柔道部。只要一有机会就称自己为“神童”，從不忽視自己的日常努力，學業能力和運動神經都表現出色。雖然沒有柔道經驗，但憑藉著高超的體能和刻苦的努力成長很快。
姬野紬（聲：永瀨安奈）
青葉西高中柔道部的成員之一，三年級學生。57公斤級。生日12月25日。未知等人入學前屬於柔道部。由於前輩退休，成為了社團的唯一成員，半退休狀態的紬在便利店打工度過了閒暇時光。即使在退役期間也繼續跑步，努力保持體力，為了充實和享受剩下的社團活動時間，決定重新加入柔道社團。個子高，體格和夏目差不多。高中畢業後進入了東京的大學。
夏目紫乃（聲：內山夕實）
身材高挑的女體育老師，是青葉西高中柔道部的顧問。生日4月23日。她學習柔道不僅靠力量，而且靠腦子，這在她的教學中就體現出來了。擁有不放過部員們的個性和能力的敏銳眼光，以及幕後付出的努力，在國際高中預選賽第一輪中，憑藉準確的建議帶領早苗取得勝利。從她作為學生的經歷來看，非常擔心部員們的安全和受傷情況，有嚴格的一面，比如在她不在的時候禁止練習柔道，高中畢業於立川學園，在學生時代是一名排球運動員。
權藤薫（聲：間宮康弘）
青葉西高中橄欖球部的體育老師和顧問。肌肉發達的光頭巨人，是帶領橄欖球部參加全國大賽的強者。對教學和維護校風懷著非凡的熱情。他的指導有時會過於霸道而嚇到學生，但也有對學生友好的一面。
佐野千草（聲：立花日菜）
生日3月12日。隸屬於劍道部。最了解安奈的人，安奈在她的支持下加入了柔道部。她們發誓要互相戰鬥和支持。來自成城學園高中的望月志帆從中學起就是最好的朋友。
天音惠梨佳（聲：古賀葵）
霞丘高中柔道部的王牌。河北初中畢業。雙馬尾，52公斤級。永遠在河北初中時的一年級學姐，和永遠幾乎一樣的體格。她把害羞的永遠邀請到柔道社並認真教導柔道。在社團舉行的常規決勝賽中落敗，她被迫接受了作為中學部社團活動的替補，兩人之間產生了裂痕。雖然自尊心高，性格有些霸道，但對後輩的照顧非常好，永遠成為了國家級選手。畢業進入霞丘高中後繼續升學，在比賽結束後，她稱讚對方打得很好，為過去的誤會道歉並和好如初，成為朋友和對手。
妹尾綠子（聲：長繩麻理亞）
霞丘高中柔道部中燙自然捲髮的女孩。48公斤級。體格比未知小，擅長以柔克剛和利用這一點的步法，在比賽中強調快速進攻。天音和白石經常批評她的性格，看不清周圍的環境，容易倉促行事，但她有一定的柔道功底。初次見面時未知誤食了綠子在家庭餐廳點的水果芭菲（聖代），稱呼未知是“聖代小偷”。她有弟弟和妹妹，名叫青、金太郎和茜。在個人賽中獲得48公斤級第三名。
白石亞實（聲：小原好美）
霞丘高中柔道部。二年級生。57公斤級。霞丘柔道部的隊長。性格溫和，性格略顯犀利的兩名後輩的調解人。她是三人中體格最大的，但容易緊張，經常在高中組預賽前和早苗一起跑洗手間。在團體綜合賽中與未知交手，被對方的柔道迷住了，似乎玩得很開心而決定退役。決定參加金鷲旗直到暑假全國錦標賽結束。招式雖樸實無華，但擅長組手，得到霞丘顧問的認可，擅長回擊的比賽高手。和紬是初中同學，雙方彼此通過LINE保持聯繫。個人賽是57公斤級最好的8個。
神野睦實（聲：北原沙彌香）
霞丘高中柔道部中經驗豐富的柔道選手。特徵是半長的黑髮，又細又長的眼睛。和早苗上同一所補習班。
多聞若菜（聲：佐伯伊織）
霞丘高中柔道部中經驗豐富的柔道選手。一頭金色的短髮，戴著眼鏡。
湊幸（聲：夜道雪）
博多南高中柔道部的高個子成員，引導青葉西高中的成員前往金鷲旗比賽的會場，她與她們建立關係。博多南高中曾經是一所實力雄厚的學校，但近幾年成績不佳，而且和青葉西一樣，社團人數不夠。在金鷲旗首輪比賽對陣青葉西高中。
野木坂琴子（聲：長谷川育美）
博多南高中柔道部的成員，擅長地面技術。
梅原夏（聲：加隈亞衣）
博多南高中柔道部的隊長。
堂本惠（聲：菲魯茲·藍）
錦山高中柔道部的中堅，三年級生，78公斤以上，山口縣大會個人賽排名第二的得分王，第二輪比賽對陣青葉西柔道部。未知連續打敗對方的先鋒、次鋒，為隊上打起士氣，卻一下子就被對方拿下一勝。
小出寧寧（聲：根本京里）
錦山高中柔道部二年級生。與堂本惠同為錦山高中的王牌，山口縣大會預選賽團體賽中全勝。
手塚誉（聲：岩橋由佳）
錦山高中柔道部二年級生。在第一年參加的金鷲旗中以先鋒的身份參賽，第二年的金鷲旗中以次鋒的身份參賽。
蒼井沙也加（聲：河村梨惠）
錦山高中柔道部二年級生。在第一年參加的金鷲旗中以次鋒的身份參賽。
里山可奈（聲：小鹿奈緒）
錦山高中柔道部二年級生。以副隊長的身份參賽。
小田桐華（聲：大西沙織）
立川學園柔道部的成員，在第三輪比賽中迎戰青葉西柔道部。立川學園是去年得獎學校，堪稱得獎候補。也是夏目紫乃的母校。
富士森蘭（聲：杉山里穗）
立川學園柔道部的成員，三年級生，隊中的頂梁柱。在去年的高中綜合體育賽稱霸78公斤以上級別，獲選為全日本強化指定選手。
榊原真帆（聲：松嵜麗）
立川學園柔道部的隊長，三年級生。儘管在去年63公斤級的全國高中柔道賽中骨折，卻還是堅持到了延長賽結束。
真島光（聲：石上靜香）
立川學園柔道部的成員，二年級生。招式豐富，被稱為去年金鷲旗中奪得亞軍的幕後功臣。
葉月優里（聲：宮本侑芽）
立川學園柔道部的成員，二年級生，擅長寢技。
艾瑪・狄蘭（聲：關根明良）
立川學園柔道部的成員，來自法國的留學生。
綾瀬鈴（聲：鈴代紗弓）
立川學園柔道部的成員，以勤奮、堅持的柔道精神贏得顧問和隊友的信任。
犬威凛架（聲：赤崎千夏）
立川學園柔道部顧問。也是夏目的學妹，很欣賞學姊夏目。

## 出版書籍
| 卷數 | 秋田書店      | 秋田書店               | 東立出版社    | 東立出版社             |
| 卷數 | 發售日期      | ISBN                   | 發售日期      | ISBN                   |
| ---- | ------------- | ---------------------- | ------------- | ---------------------- |
| 1    | 2019年2月8日  | ISBN 978-4-253-22803-9 | 2020年3月30日 | ISBN 978-957-26-4167-5 |
| 2    | 2019年5月8日  | ISBN 978-4-253-22804-6 | 2021年5月14日 | ISBN 978-957-26-4168-2 |
| 3    | 2019年7月8日  | ISBN 978-4-253-22805-3 |               |                        |
| 4    | 2019年9月6日  | ISBN 978-4-253-22817-6 |               |                        |
| 5    | 2019年11月8日 | ISBN 978-4-253-22818-3 |               |                        |
| 6    | 2020年2月7日  | ISBN 978-4-253-22819-0 |               |                        |
| 7    | 2020年4月8日  | ISBN 978-4-253-22820-6 |               |                        |
| 8    | 2020年7月8日  | ISBN 978-4-253-22844-2 |               |                        |
| 9    | 2020年9月8日  | ISBN 978-4-253-22845-9 |               |                        |
| 10   | 2020年12月8日 | ISBN 978-4-253-21635-7 |               |                        |
| 11   | 2021年2月8日  | ISBN 978-4-253-21639-5 |               |                        |
| 12   | 2021年4月8日  | ISBN 978-4-253-21640-1 |               |                        |
| 13   | 2021年7月8日  | ISBN 978-4-253-21712-5 |               |                        |
| 14   | 2021年8月6日  | ISBN 978-4-253-21714-9 |               |                        |
| 15   | 2021年10月8日 | ISBN 978-4-253-21724-8 |               |                        |
| 16   | 2021年12月8日 | ISBN 978-4-253-21868-9 |               |                        |
| 17   | 2022年3月8日  | ISBN 978-4-253-21869-6 |               |                        |
| 18   | 2022年5月6日  | ISBN 978-4-253-21870-2 |               |                        |
| 19   | 2022年7月7日  | ISBN 978-4-253-21871-9 |               |                        |
| 20   | 2022年10月6日 | ISBN 978-4-253-21890-0 |               |                        |
| 21   | 2023年1月6日  | ISBN 978-4-253-28306-9 |               |                        |
| 22   | 2023年2月8日  | ISBN 978-4-253-28307-6 |               |                        |
| 23   | 2023年4月7日  | ISBN 978-4-253-28308-3 |               |                        |
| 24   | 2023年7月6日  | ISBN 978-4-253-28309-0 |               |                        |
| 25   | 2023年9月7日  | ISBN 978-4-253-28310-6 |               |                        |
| 26   | 2023年12月7日 | ISBN 978-4-253-28311-3 |               |                        |
| 27   | 2024年2月7日  | ISBN 978-4-253-28312-0 |               |                        |
| 28   | 2024年4月9日  | ISBN 978-4-253-28313-7 |               |                        |
| 29   | 2024年7月8日  | ISBN 978-4-253-28314-4 |               |                        |
| 30   | 2024年8月7日  | ISBN 978-4-253-28315-1 |               |                        |

## 作品風格
作家伊藤和弘在其《朝日新聞》專欄「漫畫今昔物語」中將再得一勝！跟由1986年開始連載的著名柔道漫畫以柔克剛作比較，園田未知並沒有豬熊柔的天才，劇情傾向上比較像柔道部物語和薙刀社青春日記般，走自然真實風格的「部活群像劇」，尚未出現明顯戀愛元素，爽快的少年漫畫風格。

## 電視動畫
2021年7月8日，在當日發售的單行本第13卷的書腰，以及《週刊少年Champion》第32號上，公佈了《再得一勝！》將獲改編為動畫的消息。

### 主題曲
片頭曲Stand By Me
歌：Subway Daydream
作詞、作曲：藤島裕斗，編曲：Subway Daydream、坂本夏樹
第1話用作片尾曲，第13話未使用
片尾曲
歌：青葉西高中柔道部
- 伊藤彩沙、安齋由香里、三浦千幸（第2-5話）
- 伊藤彩沙、安齋由香里、三浦千幸、稗田寧寧（第6話）
- 伊藤彩沙、安齋由香里、三浦千幸、稗田寧寧、永瀨安奈（第7-13話）

作詞：大森祥子，作曲、編曲：鈴木健太朗
第1話未使用

### 各話列表
| 話數 | 日文標題 | 中文標題                   | 劇本   | 分鏡               | 演出               | 作畫監督 | 总作画监督                   | 首播日期      |
| ---- | -------- | -------------------------- | ------ | ------------------ | ------------------ | --- | ---------------------------- | ------------- |
| 1    |          | 一勝！                     | 皐月彩 | 荻原健             | 荻原健             | 武川愛里、河本零王 | 武川愛里                     | 2023年 1月8日 |
| 2    |          | 結成！復活！重新啟動！     | 皐月彩 | 佐藤雄藏           | 佐藤雄藏           | 于庚鑫、李良鵬、王健、謝媚                                                                                                   | 藤崎賢二、大前祐美子         | 1月16日       |
| 3    |          | 改變空氣                   | 皐月彩 | 渡邊葉             | 上原秀明           | 柳昇希、李官雨 金慶鎬、柴田健兒                                                                                              | 榎本花子、河村涼子、藤崎賢二 | 1月23日       |
| 4    |          | 有三個人，放心吧           | 皐月彩 | 山石腎             | 荻原健             | 柴田健兒、榎本花子 河村涼子、李少雷、雨宮英雄 柳昇希、金慶鎬、姜美愛                                                         | 武川愛里、小宮山楓乃         | 1月30日       |
| 5    |          | 柔道，真叫人痛快           | 皐月彩 | 福島宏之           | 秦義人、Studio Bus | 齊藤里枝、柳昇希、李官雨 金慶鎬、姜美愛、陳亮 劉佩、今關香代子、斋藤春輝                                                     | 藤崎賢二、大前祐美子         | 2月6日        |
| 6    |          | 因為我不想後悔             | 皐月彩 | 上原秀明、內藤大介 | 佐藤雄藏           | 那花優統、齊藤里枝 岩永遼太、李少雷、古川博之 高成喆、菅原正視、豬熊剛                                                       | 武川愛里、小宮山楓乃         | 2月13日       |
| 7    |          | 秘密兵器學姐               | 皐月彩 | 佐藤雄藏           | 佐藤雄藏           | 李少雷、柴田健兒、齋藤洋平 藤崎賢二、Zhou jing、Huang hua                                                                    | 武川愛里                     | 2月20日       |
| 8    |          | 夢想的延續                 | 皐月彩 |                    | 糸賀慎太郎         | 齊藤里枝、那花優統 小宮山楓乃、大前祐美子                                                                                    | 不適用                       | 2月27日       |
| 9    |          | 以柔克剛                   | 皐月彩 | 上原秀明           | 上原秀明           | 滿田一、藤崎賢二 柴田健兒、周婧、齋藤洋平                                                                                    | 藤崎賢二                     | 3月6日        |
| 10   |          | 除了贏以外，我還能做什麼？ | 皐月彩 | 工藤礦軌           | 內藤大介           | 齊藤里枝、那花優統 武川愛里、大前祐美子、滿田一 柴田健兒、藤崎賢二、菅原正視 李少雷、高成喆、李炯鎬、Grain                   | 小宮山楓乃                   | 3月13日       |
| 11   |          | 黄金時代                   | 皐月彩 | 佐佐木誠           | 伊藤浩             | 柳昇希、金慶鎬 李官雨、Zhou jing                                                                                             | 武川愛里                     | 3月20日       |
| 12   |          | 有史以來最強的             | 皐月彩 | 福井希             | 佐藤雄藏           | 藤崎賢二、那花優統、齊藤里枝 李少雷、大前祐美子、柴田健兒、青木康哲                                                          | －                           | 3月27日       |
| 13   |          | 再得一勝！                 | 皐月彩 | 内藤大介           | 荻原健             | 藤崎賢二、滿田一 小宮山楓乃、那花優統、武川愛里 原将治、川島尚、齊藤里枝 李少雷、大前祐美子、青木康哲 高成喆、李炯鎬、猪熊剛 | －                           | 4月3日        |

## 外部連結
- 秋田書店官方網站（日語）
- 漫畫連載網站（日語）
- 電視動畫官方網站（日語）
- 電視動畫的X（前Twitter）（日語）